# 张敬安 (作曲家)
张敬安（1925年—），男，湖北麻城人，中国歌剧作曲家、剧作家，曾任中国音乐家协会理事。